# Czinege László
Czinege László (Karcag, 1957. augusztus 20. –) költő, prózaíró, publicista a 4 Dimenzió Online független irodalmi portál főszerkesztője.

## Élete
1973-ban jelentek meg első írásai a középiskolai újságban, ennek ellenére csak 2006-tól kezdett publikálni ismét tokio170 nicknéven az interneten. Az első időszakban csupán írásokat – verseket, novellákat, publicisztikákat – közölt, majd valamivel később megosztotta fotóit is. Alkotásaiban az emberi kapcsolatok, az érzelmek, illetve a csodálatos és megunhatatlan természet aprólékos bemutatása mellett, gyakran találkozhatunk a közéleti gondok, a társadalmi problémák megjelenítésével, ezen belül pedig a lelkiismeretesség alapkérdésével, illetve a becsületesség, a harácsolás, valamint az igaz és a hamis dolgok szembeállításával. Mondandója néha (már a címében is) többértelmű, esetleg kellően humoros, ami segíthet a téma körüli gondolatok apró ereinek csermellyé szélesítésében.
Több irodalmi portálon is megfordult. Írásait rendszeresen publikálta pl. a Fullextra, az AMF, a CINKE, a Dokk és a megszűnt Fércművek oldalain. Részt vett a Veranda Művészeti Csoport kezdeti rendezvényein.
2007-2009-ig a Taxisok Világa magazin Pontosvesszők c. irodalmi rovatában jelentek meg publikálást népszerűsítő művei, valamint a jelentkező taxis alkotók írásait mutatta be.
2009-ben alapította meg 4 Dimenzió Online támogatás- és bevételmentes, független irodalmi portált. Írásai nyomtatásban eddig négy antológiában jelentek meg:

### Antológiák
- Fulltükör 2006. ISBN 978-963-06-3992-7
- Fulltükör II. 2007. ISBN 978-963-06-6372-4
- CINKEfészek antológia 2008. ISBN 9789630662376
- CINKEfészek antológia 2009. ISBN 9789630662376

Jelenleg főleg a 4 Dimenzió Online portálon és saját weboldalán publikál (tokio170 írásai - versek, novellák, kisregények).
Negyven évig fővárosi lakos volt, ám 2017-ben vállalkozásfejlesztés miatt Pest vármegyébe költözött. Nyugdíjas, feleségével jelenleg Nagykátán él.